# 低碳水化合物飲食

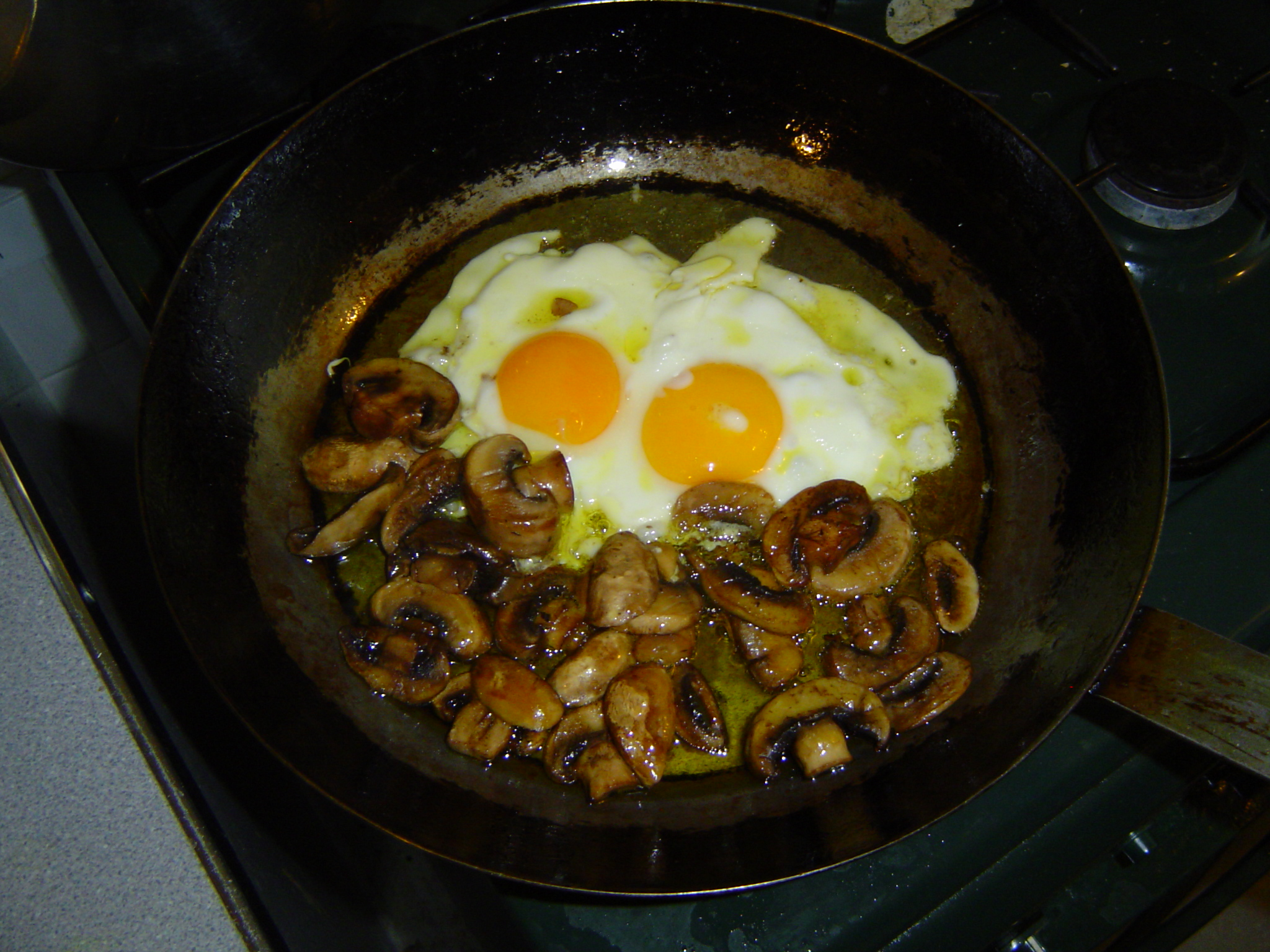
一種低碳水化合物飲食的例子：以雞蛋和蘑菇為主要食材的菜餚

低碳水化合物飲食（Low-carbohydrate diets或簡化為Low-carb diets），又作低醣飲食，是限制碳水化合物（醣類）摄入量的飲食方案，通常用于治療肥胖或糖尿病。此飲食會限制精緻碳水化合物的攝取（例如糖、面包、麵食），改為食用蛋白質和脂類百分比高的食品（例如肉類、禽類、貝類、蛋類、奶酪、堅果、植物籽實類或花生）以及其他低碳水化合物的食品（如大多數拌沙律的蔬菜）。低碳水化合物飲食也允許食用其他類蔬菜和水果（特別是漿果類）。不同的低碳水化合物飲食方案允許食用的碳水化合物的量不同。
這種飲食有時是生酮飲食（限制碳水化合物的攝入量直到身體出現酮症），如阿特金斯健康飲食法的誘導階段即為生酮飲食。不過，一些文獻把某些限制變量較少的飲食方案也看作為“低碳水化合物”飲食方案。
除了治療肥胖症以外，低碳水化合物飲食也用于治療其他疾病，特別值得提出的是改善糖尿病和癲癇病但也用于治療慢性疲勞綜合症（見酮症）和多囊卵巢綜合症還有癌症。

## 歷史

### 史前時期
一些低碳水化合物飲食的倡導者認為，在還未出現農業及畜牧業的舊石器時代，人類完全依賴狩獵及採集以獲得食物，其飲食中的碳水化合物比重比現今低出許多，故此人類在遺傳上更適合低碳水化合物飲食。考古學研究和化石分析對於舊石器時期人類飲食方面的直接證據非常有限，但是它們足以提示人們，對比起此前類人猿以植物為主的素食飲食，這一時期肉類在人類飲食中的比重大幅增加。一些現代人（Homo sapiens）的近親（比如尼安德特人［Neanderthal］）幾乎已經成為完全肉食性。對發明農業前早期人類飲食的更詳細表達可以通過類比當代的狩猎採集者而獲得。
根據一項狩猎採集者社會的調查，“無論何時何地，只要可能的話，他們就會首選相對低碳水化合物圍繞動物性食品的飲食（總能量的20－40％），并且在植物食品為主的地方，碳水化合物的攝入也相對地低。原因是野生植物中碳水化合物含量很低，而纖維的含量高于人工養殖的谷物。然而，靈長類動物學家Katherine Milton認為，得出上述結論的調查數據是基于擴大了典型的狩猎採集者中的動物性食物成分；這些數據許多是基于早期的人種學研究結果。而這些人種學研究結果可能忽視了婦女在收集植物性食物方面的角色。她同時也強調了古代和當代覓食性飲食的多樣性。她指出，沒有明顯的證據表明：與過去3千萬年的靈長類進化期特點的素食飲食相比較人類明顯地更適應于簡單的舊石器時期飲食。
農業的發明增加了人類飲食中碳水化合物的比重。工業革命更使經過加工精製的碳水化合物成為人類的主食。

### 早期的飲食科學
1797年，John Rollo博士報道了用低碳水化合物飲食和藥物治療兩名患糖尿病的軍官的結果。在整個19世紀極低碳水化合物的飲食，即生酮飲食，是對糖尿病的標準治療方法。
1863年，肥胖的英國殯葬承辦人和棺材制做者William Banting，發表了一封“關于肥胖的公開信”。在這封信中他描述了一種用于控制體重的飲食，即放棄面包、黃油、牛奶、啤酒和土豆。非常多的人閱讀了他的這本印著公開信的小冊子以至于一些人用他的姓“班廷”（Banting）來指代通常人們稱為“節食”（dieting）的活動。
1888年，James Salisbury引入了James牛排（Salisbury steak）作為其高含肉飲食的一部分。James牛排把蔬菜、水果、淀粉和脂肪的含量限制在飲食的1/3。
1967年，Irwin Stillman博士發表了The Doctor's Quick Weight Loss Diet（醫生的快速減肥飲食）。Stillman飲食是高蛋白、低碳水化合物和低脂肪飲食。人們認為他是在流行的第一種低碳水化合物飲食。在上世紀60年代，其他低碳水化合物飲食包括空軍飲食（the Air Force Diet）和飲酒的人的飲食（the Drinking Man’s Diet）。奧地利醫生Wolfgang Lutz1967年發表了他的著作Leben Ohne Brot (沒有面包的生活)。然而，這部書在盎格魯世界可說是沒沒無聞。
1972年，美國心臟病醫生和營養學家罗伯特·阿特金斯博士發表了阿特金斯健康饮食法（英文書名：Dr. Atkins Diet Revolution，直譯阿特金斯博士的飲食革命）提倡他曾經在上世紀60年代成功地用于治療病人的低碳水化合物飲食。（他說，他是受到《美國醫學會志》（Journal of the American Medical Association|JAMA）上一篇未指明的文章的啟發而開發了這種飲食方案。）該書獲得了某種程度的成功，但由于那一時期人們的研究提出了與過量的蛋白質和脂肪攝入相關的危險因子，該書也遭到了主流醫學界的廣泛的批評。批評主要說該書提出的方案危險且有誤導傾向。因而，一時限制了該書的影響力。在當時的批評中，也有人指出阿特金斯博士對于他的理論幾乎沒做什么實質性的研究，而是，主要是基于傳聞證據。上世紀70年代后期，Walter Voegtlin和Herman Tarnower博士發表了提倡石器時期飲食和Scarsdale飲食，這兩種飲食方案分別獲得了很大的成功。
1981年David Jenkins博士提出了升糖指數（glycemic index）用以標示碳水化合物的消化速度（例如，在經烹制的胡蘿蔔中的糖比純葡萄糖使人的血糖濃度升高的速率更快）。這一概念將食品按照起提升血糖的速度的快慢進行分類–簡單碳水化合物消化得快，引起血糖濃度陡增，而複合碳水化合物，如五穀雜糧消化得慢，升血糖也慢。這一概念也被推廣到包括碳水化合物的實際吸收量；儘管升糖指數不同，一湯匙煮熟的胡蘿蔔的整體碳水化合物含量還是比一個大的烤土豆（有效的純澱粉，以葡萄糖色形式被吸收）低得多。

### 1990年代以來的低碳水化合物飲食
1990年代，Atkins博士出版了阿特金斯新健康饮食法，其他的作者也出版了一些基于同一原理的書籍。所以，人們把這一年代說成是“低碳水化合物飲食狂熱”（low carb craze）的開始。1990年代后期至21世紀初低碳水化合物飲食成為了美國最流行的飲食。高峰時，有18%的人口吃低碳水化合物飲食，并且，這股風潮也影響許多國家。一些食品制造企業和餐飲連鎖店注意到這股風潮已經嚴重地影響到他們的業務。（值得注意的有Krispy Kreme)。主流醫藥界的一些人士則把低碳水化合物飲食指責為一種危險的傾向。然而，值得注意的是持這種觀點的醫生和醫療機構中許多人同時在不動聲色地改變觀點，漸漸走近推薦使用低碳水化合物飲食實踐（例如，他們建議患者多吃蛋白，多吃纖維素/少吃淀粉，減少兒童對果汁的消費）。低碳水化合物飲食的主張本身做了一些調整，增加了對脂肪的控制和消除反式脂肪。那時，許多的飲食指導者或大師都表現出與Atkins和low car這樣的屬于保持距離（就是因為有爭議），儘管很大程度上他們推薦的方法也是基于同樣的原理。作為結果，人們常常辯論的主題是哪種飲食是真正意義的低碳水化合物飲食，哪些不是。在上世紀90年代和本世紀初，關于低碳水化合物飲食的有效性和安全性（持支持和反對觀點的）的臨床研究論文（英語：low-carbohydrate diet medical research）越來越多。
2004年后，這種飲食的流行熱潮開始顯著降溫，儘管它仍然十分流行。雖然，低碳水化合物飲食的流行性有所下降，但是這種飲食的傾向繼續默默地引起醫學和營養科學界的重視。

## 優缺點

### 優點

#### 增加肌肉同時減少脂肪
在肌肉訓練中，一些人並不相信同時可以令肌肉壯大起來，又同時可以令脂肪減少的方法。對75%的人來說，如果想獲得低脂肪高肌肉的體格及減少脂肪，低碳水化合物飲食方法比其他方法有更多的好處，特別是正在進食提高胰島素敏感性的補充劑的人。因為低碳水化合物飲食有助改善胰島素敏感性，以這種方法來減少脂肪可令成效更持久。

#### 有效治療高血脂
低碳水化合物飲食對降低甘油三酯和極低密度脂蛋白(VLDL)是特別有效的。它亦於降低低密度脂蛋白(LDL)有顯著的效果。亦能在不太極端的情況下增加良性膽固醇。但總括而言，它能改善高密度脂蛋白(HDL)對低密度脂蛋白(LDL)的比例，顯著降低心血管疾病的危險。

#### 減少炎症
許多關節痛的患者在進食低碳水化合物飲食後，都報告情況有所改善。高胰島素水平與炎症有關。由於低碳水化合物飲食可減少胰島素輸出。當配合低碳水化合物飲食後，另一心血管疾病的危險指標(hs-CRP)的下降速度也很快。

#### 改善血糖和胰島素水準
低碳水化合物飲食的最大好處就是改善血糖管理。68％的美國人患有前期糖尿病。胰島素是使身體老化和增加炎症的激素。管理胰島素是促進健康長壽的最佳途徑之一。改善血糖的另一個額外好處，是減少情緒波動和降低對食物的欲望的可能性。

#### 降低血壓
由於低碳水化合物飲食可減輕炎症，故可直接帶來改善血壓的好處。

#### 更多能量
低碳水化合物飲食者經常報告他們獲得更大的能量，病人在心理測試中表示這種飲食方法使他們的身體狀況更好，原因可能是此方法能帶出更好的血糖管理。Robert Crayhon說，若想得到更多的能量，請照顧好線粒體，而降低胰島素水平有助提升線粒體的生產能力。

### 缺點

#### 淡而無味
不過，如Jonny Bowden 的《Low Carb Life》一書中所提供，其實有大量的資料可以提供豐富的烹飪小提示。

#### 更長的準備食物時間
由於肉類含量較多，實行低碳水化合物的人需要更多時間來準備食物。如最簡單的烹調牛排會比弄一個三明治花費更多的時間。不過也有解決方案。如果使用生菜去替代麵餅，那就可以在一瞬間完成一個低碳水化合物的包卷。

#### 便秘
可以通過在早晨進食混合亞麻籽殼和胡蘆巴碎，除了可為身體提供多種形式的纖維外，它排出異種雌激素毒和提高胰島素敏感性。

#### 營養素不足
因為放棄了某些食物，實行低碳水化合物的人可以考慮服用多種維他命補充劑。每八天來一個不同的抗氧化劑計劃。實行低碳水化合物的人，可以不停改變使用不同的抗氧化劑產品。為了更簡化，可以改變抗氧化劑的顏色。例如，第一個產品可能有5-6黃酮類化合物，如檸檬油精（所以基本顏色是黃色），在之後八天，可以會切換成紫色，包括所有葡萄籽提取物及越橘等。

## 研究
2018年一項發表在《柳葉刀公共健康》（The Lancet Public Health）雜誌上的研究，追蹤了15400名美國人，持續25年。研究發現，採用中碳水化合物飲食方式（每日50％至55％的卡路里攝入來源為碳水化合物）的人，與採用低碳水化合物飲食方式（每日40％的卡路里攝入來源為碳水化合物）或高碳水化合物飲食方式（每日70%的卡路里攝入來源為碳水化合物）的人相比，死亡風險略有降低。低碳水化合物的飲食方式，如果攝入更多肉類和奶類等動物蛋白質和脂肪來補充能量，可能導致壽命減短達四年。如果長期攝入更多植物蛋白質和植物脂肪，則有可能改進老年後的健康。有專家指出這研究是觀察性而非因果研究，且受試者飲食內容全由調查者自己填寫，可能不準確。且飲食問卷僅在試驗開始時和6年後，而飲食模式可能在隨後的19年中改變，因此可能有誤差。

## 進一步閱讀
- 戴夫．亞斯普雷: 防彈飲食：矽谷生物駭客抗體內發炎的震撼報告, 活字文化(2016), ISBN 978-9869158053
- 吉米．摩爾, 艾瑞克．魏斯特曼: 生酮治病飲食全書：酮體自救飲食者最真實的成功告白, 柿子文化(2017), ISBN 978-9869431224
- Gary Taubes: Good Calories, Bad Calories:  Challenging the Conventional Wisdom on Diet, Weight Control, and Disease（页面存档备份，存于）, Knopf (2007), ISBN 978-1400040780.
- Eades, Michael R.; Eades, Mary Dan: Protein Power: The High-Protein/Low-Carbohydrate Way to Lose Weight, Feel Fit, and Boost Your Health—in Just Weeks!, Bantam Books, 1999, ISBN 978-0553380781.
- Bowen, R.: The Endocrine Pancreas（页面存档备份，存于）, Colorado State University: Hypertexts for Biomedical Sciences, 8 December 2002.
- Johns Hopkins Medicine, Epilepsy Center: Ketogenic Diet Center
- Banting, William: Letter On Corpulence（页面存档备份，存于）, Addressed To The Public, 4th, London, England: Harrison, 1869.
- Bowden, Jonny: Living the Low Carb Life: From Atkins to the Zone（页面存档备份，存于）, Sterling Publishing, February 2004, ISBN 978-1402713989, 352pp.
- Carr, Timothy P.: Discovering Nutrition（页面存档备份，存于）, Blackwell Publishing, October 2002, ISBN 978-0632045648.
- Freeman, John M., Kossoff, Eric H., Freeman, Jennifer B.: The Ketogenic Diet: A Treatment for Children and Others with Epilepsy（页面存档备份，存于）, Fourth edition, Demos Medical Publishing, October 4, 2006, ISBN 978-1932603187.
- Kunnawat, Saengmanee : choose to eat low carbohydrate calorie diet